# Les Agulles del Petintó
Les Agulles del Petintó són unes formacions punxegudes formades per conglomerat de còdols de quars que es troben al municipi d'Olesa de Montserrat, a la comarca del Baix Llobregat, a l'entorn del Puig Cendrós i a prop de Sant Salvador de les Espases. Hi ha dues formacions rocalloses que reben el nom d'agulles del Petintó superiors i agulles del Petintó inferiors. La seva formació cal situar-la al començament del Triàsic (Mesozoic).